# Reprezentacja Serbii i Czarnogóry w hokeju na lodzie mężczyzn
Reprezentacja Serbii i Czarnogóry w hokeju na lodzie mężczyzn – zespół hokeja na lodzie, reprezentujący Serbię i Czarnogórę, powoływany przez selekcjonera, w której występować mogą wszyscy zawodnicy posiadający obywatelstwo serbskie.

## Historia

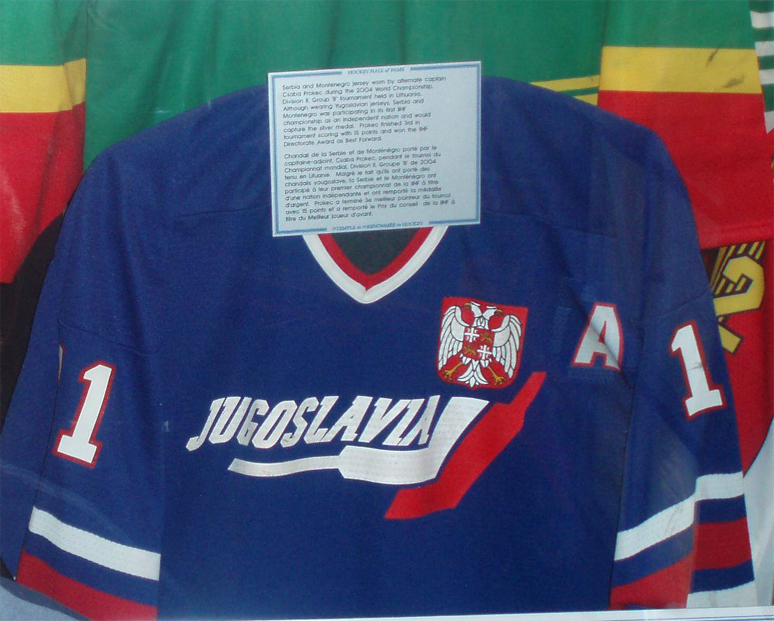
Koszulka reprezentacja na mistrzostwa świata 2004, obecnie znajdująca się w Hockey Hall of Fame.

Reprezentacja została utworzona w kwietniu 1992 roku po rozpadzie Socjalistycznej Federacyjnej Republiki Jugosławii (Jugosławii) jako reprezentacja Federalnej Republiki Jugosławii i tym samym została spadkobiercą reprezentacji byłej Jugosławii. W latach 1993–1994 nie brała udziału w międzynarodowych turniejach w wyniku sankcji nałożonych przez ONZ za działania wojenne w Bośni i Hercegowinie, w związku z czym na międzynarodowym turnieju zadebiutowała podczas mistrzostw świata 1995 Grupy C w Sofii. W 1999 roku również nie wzięła udziału na mistrzostwach świata 1999 Grupy C w Holandii, gdyż tamtejszy rząd zerwał stosunki dyplomatyczne z Jugosławią z powodu wojny w Kosowie i nie zgodził się na udział reprezentacji w turnieju. W 2003 roku po zmianie nazwy państwa na Serbię i Czarnogórę reprezentacja została przemianowana na reprezentację Serbii i Czarnogóry, natomiast po proklamowaniu niepodległości Czarnogóry 5 czerwca 2006 roku, spadkobiercą reprezentacji Serbii i Czarnogóry została reprezentacja Serbii. Ostatni mecz reprezentacji Serbii i Czarnogóry miał miejsce 2 kwietnia 2006 roku w Sofii podczas mistrzostw świata 2006 II Dywizji Grupy A i zakończył się on zwycięstwem z reprezentacją Meksyku 19:0.

## Udział w międzynarodowych turniejach

### Mistrzostwa Świata
- 1993–1994 – Nie uczestniczyła
- 1995 – 28. miejsce (8. w Grupie C) spadek
- 1996 – 30. miejsce (2. w Grupie D)
- 1997 – 32. miejsce (4. w Grupie D) awans
- 1998 – 30. miejsce (6. w Grupie C)
- 1999 – Nie uczestniczyła[1]
- 2000 – 32. miejsce (8. w Grupie C)
- 2001 – 34. miejsce (3. w Dywizji II, Grupa B)
- 2002 – 32. miejsce (2. w Dywizji II, Grupa B)
- 2003 – 31. miejsce (2. w Dywizji II, Grupa A)
- 2004 – 32. miejsce (2. w Dywizji II, Grupa B)
- 2005 – 32. miejsce (2. w Dywizji II, Grupa B)
- 2006 – 35. miejsce (4. w Dywizji II, Grupa A)